# Distrikt Santiago de Tucuma
Der Distrikt Santiago de Tucuma liegt in der Provinz Tayacaja in der Region Huancavelica im Südwesten von Zentral-Peru. Der Distrikt wurde am 29. Mai 2016 aus Teilen des Distrikts Pampas gebildet. Er besitzt eine Fläche von 34 km². Beim Zensus 2017 wurden 1612 Einwohner gezählt. Sitz der Distriktverwaltung ist die 3282 m hoch gelegene Ortschaft Santiago de Tucuma mit 615 Einwohnern (Stand 2017). Santiago de Tucuma befindet sich 10 km nördlich der Provinzhauptstadt Pampas.

## Geographische Lage
Der Distrikt Santiago de Tucuma liegt in der peruanischen Zentralkordillere zentral in der Provinz Tayacaja. Der Río Huanchuy begrenzt den Distrikt im Norden.
Der Distrikt Santiago de Tucuma grenzt im Südwesten und im Westen an den Distrikt Ahuaycha, im Nordwesten und im Norden an den Distrikt Huaripampa, im Osten an den Distrikt Daniel Hernández sowie im Südosten an den Distrikt Pampas.

## Ortschaften
Im Distrikt gibt es neben dem Hauptort folgende größere Ortschaften:
- San Cristobal de Huayrapiri (267 Einwohner)